# سوار کماندار

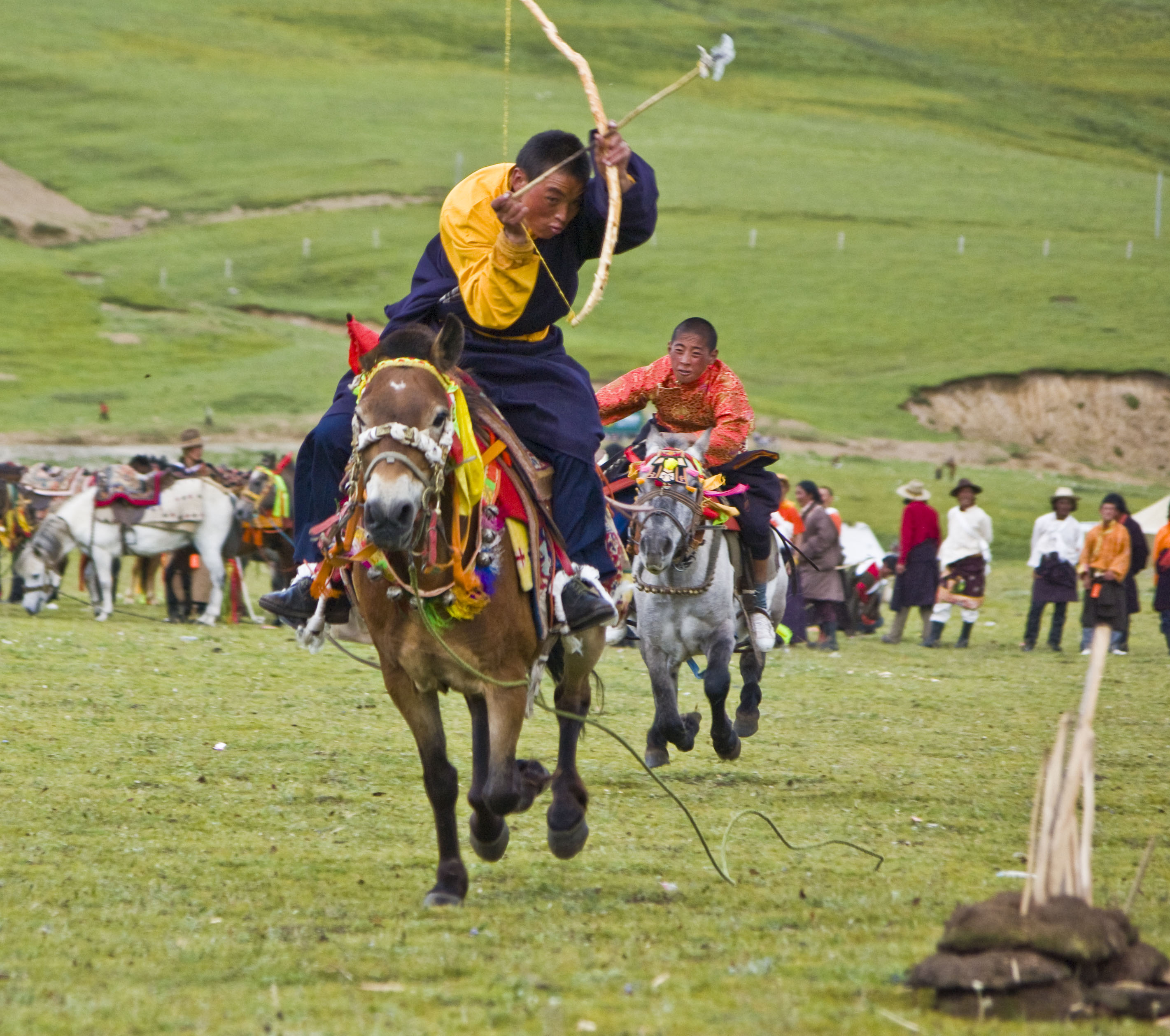
تیراندازی با کمان در تبت

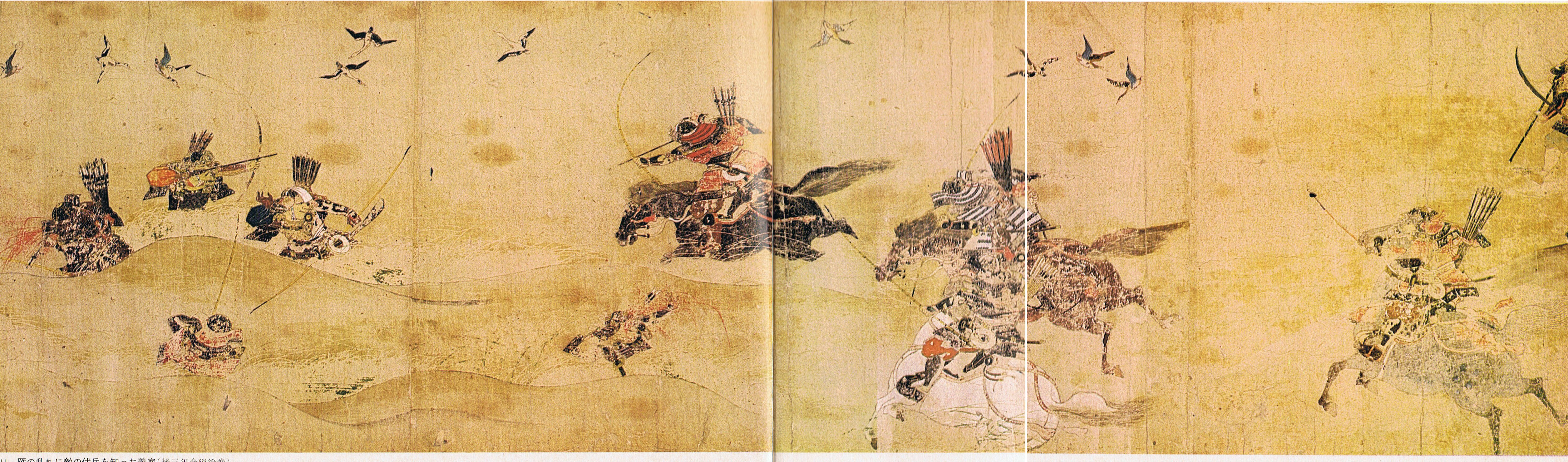
s,hv کمانداران ژاپنی در جنگ گوساننن، نقاشی سده ۱۴

سوار کماندار (رزم سواره) یک سواره‌نظام مسلح به کمان است، که می‌تواند در هنگام سوارکاری تیراندازی کند. تیراندازی با کمان گاهی از پشت جانور سواری دیگر هم صورت گرفته است. در مناطق باز و بزرگ، شیوه بسیار مؤثری برای شکار، محافظت از گله‌ها و برای جنگ بوده است. این کار یکی از ویژگی‌های برجسته مهاجران اوراسیایی و مردمان ایرانی‌تبار(الانان، سکاها، سرم‌ها، اشکانیان، ساسانیان) در زمان باستان و دوره قرون وسطا بوده است. هندیان در زمان باستان ،مجارها، مغول‌ها، چینی‌ها و مردمان ترک در زمان قرون وسطا نیز از این تکنیک استفاده می‌کردند. با پیروزی‌های این مردمان این عمل به اروپای شرقی، بین‌النهرین و شرق آسیا نیز رسید. در شرق آسیا تیراندازی با اسب در رسوم سامورایی به‌ویژه مورد احترام قرار گرفت و یابوسامه نام‌گذاری شد.

## ویژگی‌های اساسی

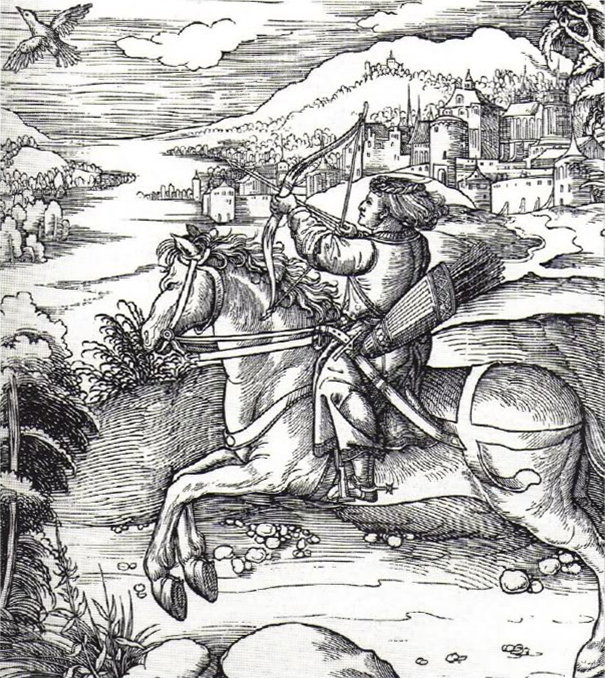
شاهزاده جوان (بعداً ماکسیمیلیان اول امپراتور مقدس روم) سوار بر اسب با کمان پرندگان را شکار می‌کند. منبت‌کاری توسط آلبرشت دورر

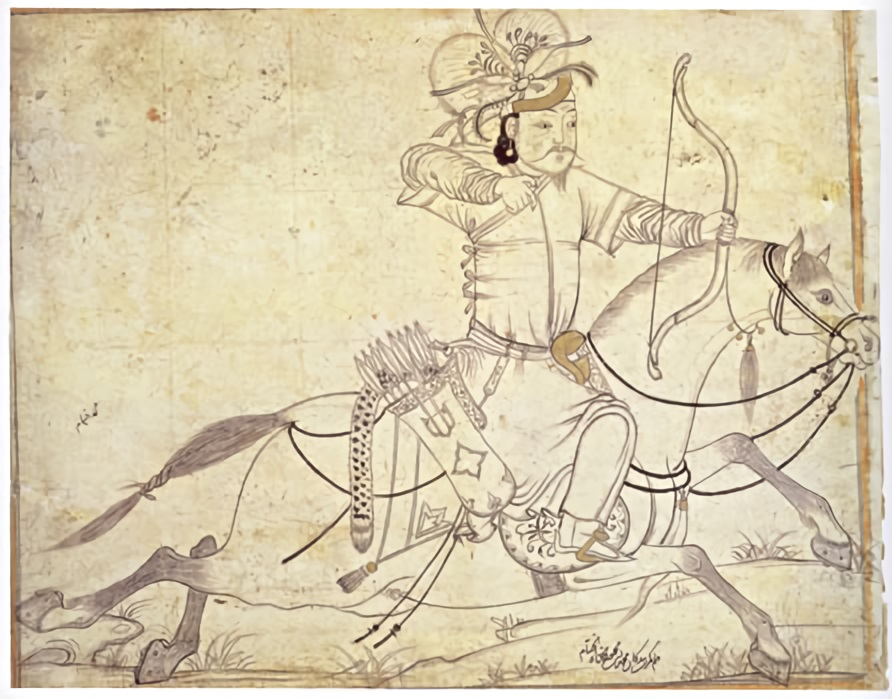
نقاشی تیموری از یک سوار کماندار ایلخانی. امضاءشده (پایین سمت راست) محمد بن محمودشاه الخیام ایران، اوایل سدۀ ۱۵. جوهر و طلا روی کاغذ

از آنجایی که یا استفاده از کمان سوار نیاز دارد تا با دو دست تیراندازی کند، کمانداران اسب سوار به مهارت‌های فوق‌العاده سوارکاری نیاز دارند تا بتوانند در حال حرکت تیراندازی کنند. بومیان چمنزارهای وسیع برای شکار، حفاظت از گله‌های خود و جنگ از این تکنیک استفاده می‌کردند. تیراندازی با اسب برای بسیاری از گروه‌ها یک مهارت اساسی برای بقا بود و علاوه بر این، هر انسان با بدن آماده را در زمان نیاز تبدیل به یک جنگنده می‌کرد.
در تکنیک تیراندازی پارتی سوار در حال عقب‌نشینی از دشمن قیچاق می‌زند (بالاتنه را برمی‌گرداند و به پشت شلیک می‌کند). به دلیل سرعت زیاد سواران کماندار، نیروهای تحت حمله توانایی پاسخ دادن به حمله نداشتن اگر خودشان دارای کمان نبودند. حمله مداوم باعث تلفات، افت روحیه و به هم خوردن صفوف می‌شود. هر تلاشی برای حمله به کمانداران نیز باعث کاهش سرعت کل لشکر می‌شود.

## نمایان شدن در تاریخ

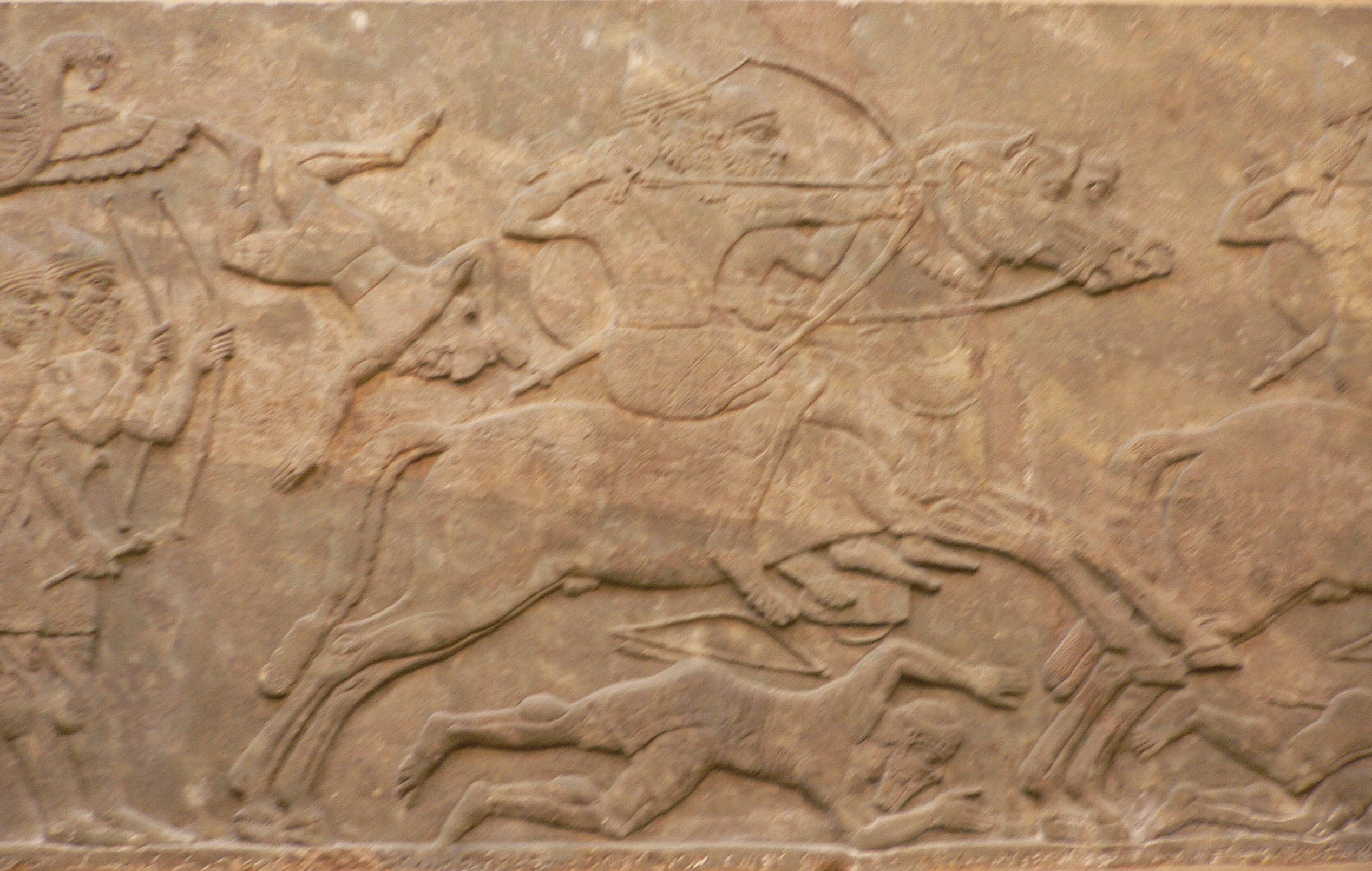
نقش برجسته آشوری یک سوار کماندار

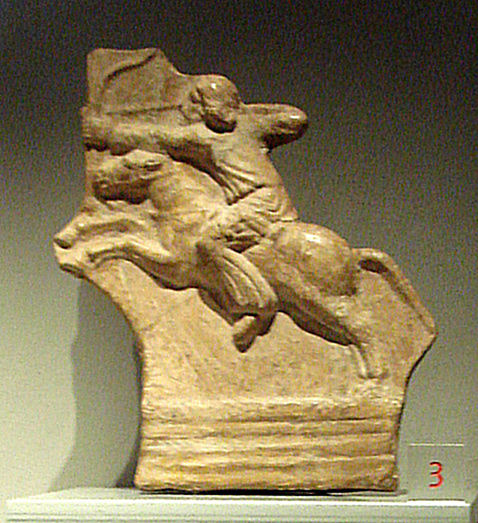
تیرانداز با کماندار اسب اشکانی در حالی که با گالوپ کامل شلیک می‌کند، تسکین بدون تاریخ در پالازو ماداما، تورین.

تیراندازی با اسب ابتدا در عصر آهن توسعه یافت و به تدریج جای ارابه عصر برنز را گرفت.
اولین تصاویر سواران کماندار در آثار هنری امپراطوریاشوری نو در حدود سدۀ نهم پیش از میلاد یافت می‌شود و منعکس کننده تهاجم مردم اولیه مردمان ایرانی‌تبار است. تیراندازی با کمان در اوایل اسب، که بر روی کنده کاری‌های آشوری به تصویر کشیده شده است، شامل دو سوار بود، یکی در حالی کهاسب را کنترل می‌کرد، و دیگری در حال تیراندازی سواران کماندار سنگین نخستین بار در سدۀ ۷ پیش از میلاد پس از ترک گردونه در ارتش آشور ظاهر شدند و پیوندی بین سواران سبک و سواره نظام سنگین کاتافراکت بود.
کمانداران سبک سوار نیز در مقابل کمانداران عادی که می‌توانند از اسب سواران جلوتر باشند بسیار آسیب‌پذیر است. ارتش‌های بزرگ به ندرت فقط به سواران کماندار متکی بودند، اما نمونه‌های زیادی از پیروزی‌ها وجود دارد که سواران کماندار نقش اصلی را داشتند. ژنرال رومی کراسوس ارتش بزرگی را به همراه نیروهای سواره‌نظام و تیرانداز ناکافی در نبرد حران علیه سواران کماندار و سوار زره پوش اشکانی به فاجعه انجامید. پادشاه ایرانی داریوش بزرگ یک لشکرکشی علیه سکاهای را رهبری کرد، آنها از درگیری جدی خودداری کردند. داریوش زمین را فتح و اشغال کرد اما به اندازه‌ای نیرو و تجهیزات خود را از دست داد که مجبور به عقب‌نشینی شد. اما داریوش زمین‌هایی را که فتح کرده بود، حفظ کرد.
طبق گفته مورخ یونانی هرودوت، ژنرال ایرانی مردونیوس از کمانداران اسب برای حمله و آزار و اذیت مخالفان خود در طول جنگ پلاته استفاده کرد. که توسط یونانیان پیروز شد استفاده کرد. فیلیپ مقدونی با پیروزی حماسی در برابر سکاها که در شمال رود دانوب زندگی می‌کنند، پادشاه آنها یعنی آتئاس را کشت و سبب شد که پادشاهی آنها پس از آن متلاشی شود. اسکندر مقدونی در سال ۳۲۹ پیش از میلاد در نبرد یاکسارتس، در رودخانه سیر دریا، سکاها / ساکا را شکست داد. سپس، اسکندر خود در هنگام حمله یونان به هند، از سواران کمانداری که در میان سکاها و داهان استخدام می‌شدند، استفاده کرد.